# Tuneiras do Oeste
Tuneiras do Oeste là một đô thị thuộc bang Paraná, Brasil. Đô thị này có diện tích 698,87 km², dân số năm 2007 là 8806 người, mật độ 10,3 người/km².